# Monte Odin
O Pico Outlook (em inglês:  Mount Odin) é uma montanha na região de Qikiqtaaluk, Nunavut, Canadá, a mais alta da Ilha de Baffin, com 2147 m de altitude. Está integrada no Parque Nacional Auyuittuq, junto ao passo Akshayuk, 46 km a norte de Pangnirtung e a sul do monte Asgard.
O monte Odin é a mais alta montanha dos montes Baffin e a 5.ª mais alta da cordilheira Ártica.